# Triphasia trifolia
Triphasia trifolia (Burm.f.) P.Wilson è una pianta della famiglia delle Rutacee (sottofamiglia Aurantioideae).